# Kościół Matki Bożej Częstochowskiej w Wodzisławiu Śląskim
Kościół MB Częstochowskiej w Wodzisławiu Śląskim wybudowany został w dzielnicy Wilchwy. W kościele tym znajduje się figura Św. Barbary, wraz z  krzyżem i obrazem, które kiedyś znajdowały się na cechowni KWK 1 Maja. Mieści się w nim także okolicznościowy pomnik od NSZZ „Solidarność”, poświęcony wszystkim zmarłym tragicznie górnikom w KWK 1 Maja. Mieści się tu także figura Św. Józefa z 1887 r. wykonana przez F. Kokes z Raciborza.

## Historia
Budowę rozpoczęto w marcu 1967 r. natomiast poświęcenia dokonano 08 grudnia 1968 r. W latach 1982–1984 r. kościół został rozbudowany o nawy boczne, prezbiterium, salki katechetyczne  oraz wejście do kościoła wraz z wieżą. Konsekracja kościoła parafialnego została dokonana 12.10.1985 r. przez biskupa katowickiego Damiana Zimonia. Od września 1998 r. z powodu szkód górniczych rozpoczęto remont kościoła.